# Deiniol
Deiniol, walisisch für Daniel, (* ca. 510 in Wales; † ca. 584 in Wales) war ein Bischof und Heiliger.
Er war der Sohn eines keltischen Stammesfürsten und gründete im frühen 6. Jahrhundert zwei Klöster in Gwynedd. Das erste davon in Bangor, nachdem ihm König Maelgwn von Gwynedd das entsprechende Land übertragen hatte. Später gründete er noch ein Kloster bei Bangor-Is-y-Coed (Bangor upon Dee), das allerdings um 616 von Æthelfrith von Northumbria zerstört wurde.
Deiniol nahm an der Synode von Llanddewi Brefi teil, bei der er vom walisischen Nationalheiligen St. David zum Bischof von Bangor geweiht wurde. Nach seiner Rückkehr von der Synode soll er noch mehrere Kirchen gegründet haben, so z. B. in Llandeiniol in Dyfed sowie in Llanfor und Llanuwchllyn nahe dem Llyn Tegid. Nach seinem Tod wurde seine Gebeine auf Bardsey Island beigesetzt.
Der Gedenktag von St. Deiniol ist der 11. September.